# Chiesa di San Floriano (Rovigo)
La chiesa di San Floriano è la parrocchiale di Mardimago, frazione di Rovigo, in provincia di Rovigo e diocesi di Adria-Rovigo; fa parte del vicariato di Rovigo.

## Storia
La prima menzione di una cappella a Mardimago risale al 1309 ed è contenuta in un atto relativo al raduno del clero diocesano indetto dal vescovo Giovanni Maluccelli; la chiesa è nuovamente menzionata in un catalogo di beni redatto nel 1340 dal notaio Giovanni de Paganis.
Dal documento Adriensis Episcopatus Memorabilia, scritto nel XVI secolo da Pietro G. Ferretti, traspare che allora la pieve mardimaghese stava attraversando un periodo di decadenza.
Nel 1604 il vicario Peroto trovò che la chiesa, dotata di un unico altare, versava in pessime condizioni e che attorno ad essa sorgeva il camposanto; un'analoga situazione venne riscontrata nel 1670 dal vescovo Tommaso Retano.
Tra la fine del XVII e l'inizio del XVIII secolo la parrocchiale fu completamente rinnovata e ingrandita per interessamento di don Marco Marchioni; nel 1761 fu autorizzata la costruzione del campanile, che fu poi completato nel 1763 e inaugurato il 23 agosto di quell'anno. Il campanile ospita 4 campane (di nota mib3, fa3, sol3 e un campanello più piccolo), fuse dalla fonderia Pietro Colbachini di Bassano del Grappa tra il 1947 e il 1948. A mezzogiorno suona la campana maggiore. È stato restaurato nell'estate 2019; il restauro ha coinvolto anche il telaio delle campane, sostituito con uno nuovo a norma ed isolato dalla muratura. 

## Descrizione

### Esterno
La facciata a salienti della chiesa, rivolta ad ovest e intonacata, è composta da tre corpi; quello centrale presenta il portale maggiore sormontato da una statua ritraente San Floriano ed è tripartito da quattro lesene ioniche poggianti su alti basamenti e sorreggenti la trabeazione recante la scritta "IN-HONOREM-S-FLORIANI-M-" e il timpano di forma triangolare; le due ali laterali sono invece caratterizzate dagli ingressi secondari.

### Interno
L'interno dell'edificio si compone di tre navate da pilastri abbelliti da lesene sorreggenti degli archi a tutto sesto sopra i quali corre la cornice dentellata sopra cui si impostano le volte, che sono a padiglione nella navata centrale e a vela in quelle laterali; al termine dell'aula si sviluppa il presbiterio, rialzato di tre scalini, voltato a crociera e a sua volta chiuso dall'abside.